# 206

206(이백육)은 205보다 크고 207보다 작은 자연수다.

## 수학
- 합성수로, 그 약수는 1, 2, 103, 206이다. 진약수의 합은 106이므로, 206은 부족수다.
  - 67번째 반소수다. 앞의 반소수는 205, 다음 반소수는 209다.
- 11번째 불가촉수다. 앞의 불가촉수는 188, 다음은 210이다.
- {\displaystyle 47^{6}-1}은 206으로 나누어떨어진다.

## 과학
- NGC 206: 안드로메다 은하에서 가장 큰 별 구름.

## 교통

### 철도
- 서울 지하철 2호선 신당역의 역번호.
- 부산 도시철도 2호선 센텀시티역의 역번호.
- 대구 도시철도 2호선은 206번 역이 없고, 216번부터 시작한다.

### 도로
- 일본 206번 국도(일본어판): 나가사키현 나가사키시에서 사세보시까지 이어지는 일본의 국도.
- 현도 제206호선

## 문화유산
- 대한민국의 국보 제206호: 합천 해인사 고려목판
- 대한민국의 보물 제206호: 묘법연화경찬술 권1~2
- 대한민국의 사적 제206호: 화성 융릉과 건릉

## 방송
- 스카이라이프의 JTBC 골프 채널 번호.
- B tv의 한경아르떼TV 채널 번호.
- U+ TV의 중국 국제 방송인 CGTN 채널 번호.
- LG헬로비전의 애니원 채널 번호.

## 기타
- 날짜: 2월 6일
- 연도: 206년, 기원전 206년
- 벨 206: 벨 헬리콥터의 헬리콥터.